# István Téglás
István Téglás (n. 11 octombrie 1981, Baraolt, România) este un actor român de etnie maghiară de teatru și film și fost dansator. La Gala Gopo 2020 este premiat la categoria Cel mai bun actor în rol secundar pentru rolul Claudiu din filmul La Gomera.